# Lynx lynx lynx
El lince del norte (Lynx lynx lynx) es una subespecie de tamaño mediano del lince común (Lynx lynx).

## Rango y hábitat
El lince del norte se encuentra en Fennoscandia, los Estados bálticos, la parte norte y central de Polonia (incluido el bosque de Białowieża y el parque nacional de Kampinos), Bielorrusia, la parte europea del oeste, norte, centro y este de Rusia, los Urales y el oeste. Siberia al este hasta el río Yenisei.

## Alimentación
El lince del norte se alimenta principalmente de coyotes,aves y mamíferos de tamaño pequeño a bastante grande. Entre las presas registradas se encuentran liebres europeas y de montaña, ardillas rojas, ardillas voladoras siberianas, lirones y otros roedores, mustélidos (como martas), urogallos, zorros rojos, perros mapaches, jabalíes, alces, corzos, ciervos rojos y renos de tamaño mediano. Los renos semi-domésticos (Rangifer tarandus) son la principal presa del lince del norte en el norte de Escandinavia.

## Depredadores y enemigos
En los bosques rusos, el depredador más importante del lince euroasiático es el lobo gris. Los lobos matan y comen linces que no logran escapar a los árboles. Las poblaciones de lince disminuyen cuando aparecen los lobos en una región y es probable que capturen presas más pequeñas donde los lobos están activos.
Los glotones son quizás los competidores más tenaces por las presas, a menudo robando presas de linces. Los linces tienden a evitar activamente los encuentros con glotones, pero a veces pueden luchar contra ellos si defienden a los cachorros. Pueden ocurrir casos de depredación del lince por parte de glotones, incluso quizás en adultos, pero a diferencia de los lobos, los ataques al lince son extremadamente raros. Un estudio en Suecia encontró que de las 33 muertes de linces de una población observada, uno probablemente fue muerto por un glotón. Otro caso conocido de depredación por un glotón adulto sobre un lince adulto fue visto en el área del río Pechora, aunque esto parecía ser simplemente una afirmación anecdótica. No se conocen casos de linces que se aprovechen de un glotón.
Los osos pardos, aunque no (hasta donde se sabe) depredadores del lince euroasiático, son en algunas áreas usurpadores semi-habituales de presas como los ungulados cazados por los linces, no pocas veces antes de que este haya tenido la oportunidad de consumir su propia presa.